# Metz TT
Metz TT est un club de tennis de table de la ville de Metz en Moselle. Les équipes fanions évoluent en Pro A pour les femmes et en Pro B pour les hommes.

## Historique
Le Metz TT a été créé à la suite de l'arrêt de l'activité du SMEC en 2009.  
L'équipe masculine décroche régulièrement son maintien en Pro B, l'équipe féminine remonte en Pro B en 2008. La saison suivante, les messines 3e du championnat profitent du refus de l'ATT Serris, Champion de Pro B cette saison, de monter en Pro A pour prendre leur place dans l'élite. 
Pour la saison 2012-2013, le club recrute la taïwanaise Cheng I Ching, 67e mondiale, qualifiant d'office le club pour les quarts de finale de l'ETTU Cup. À l'issue d'une superbe saison où elles terminent à la 3e place après avoir disputé le titre au CP-Lys-lez-Lannoy et à l'US Kremlin-Bicêtre (elles seront d'ailleurs les seules à les avoir battues cette saison, et à deux reprises) et surtout en Coupe d'Europe où elles n'auront pas été loin de sortir le SK Fenerbahçe (3-1, 0-3), le club est contraint de laisser partir la taïwanaise en raison de l'absence de celle-ci, retenue trop souvent par sa Fédération.
Pour la saison 2013-2014, le club frappe encore plus fort en faisant signer la Chino-Allemande Wu Jiaduo, alors 22e mondiale. Le club profite même du désengagement de l'UCAM Carthagène (ESP) pour devenir le deuxième club français de l'histoire, cinq ans après le Montpellier TT, à disputer la Ligue des Champions. Le club hérite d'un groupe de la mort avec le SVS Strock, le TTC Berlin Eastside et le... SK Fenerbahçe où l'objectif sera de finir à la troisième place synonyme de qualification pour les quarts de finale de l'ETTU Cup. Pas de miracle, elles terminent dernières malgré leur victoire de prestige contre le Champion d'Europe allemand. En championnat, elles terminent à nouveau à la troisième place.
Engagé en Ligue des Championnes pour la deuxième année consécutive, le club frappe un énième grand coup au mercato : Yu Fu, portugaise qui atteindra la 19e place mondiale en fin de saison, en provenance du club espagnol de Carthagène. En Coupe d'Europe, Metz confirme qu'il faudra compter avec eux pour les saisons à venir. Terminant premières ex aequo avec Linz et Berlin (qu'elles battront deux fois), les lorraines sont malheureusement reversées en Coupe ETTU de peu à la suite d'une différence de parties gagnées défavorable. Écrasant Budaorsi (quarts) et Carthagène (demies) sans perdre un seul match, le Metz TT atteint sa première finale de Coupe d'Europe. Quatre jours plus tard, elles décrochent le premier titre de Championnes de France de leur histoire.
En 2021 l'entraîneur Nathanaël Molin quitte le club après 7 saisons passées à Metz, et rejoint le club de Montpellier tennis de table où il entraîne les frères Alexis Lebrun et Félix Lebrun.

## Palmarès
- Vainqueur du Challenge National Bernard Jeu en 2012

| - Ligue des champions : - Finaliste en 2023 et 2025 - ETTU Cup (1) : - Vainqueur en 2018 - Finaliste en 2015 - Pro A (6) : - Championnes en 2015, 2016, 2017, 2022, 2023 et 2025 - Deuxième en 2021 - Troisième en 2013, 2014 et 2024 | - ETTU Cup : - Quart de finaliste en 2006 et 2007 (sous le nom de SMEC Metz) - Championnat de France de Pro B : - Vice-champion en 2004 (sous le nom de SMEC Metz) |

## Bilan par saison

### Pro A Dames
Sportivement reléguées de 2004 à 2006, les messines profitent pendant deux saisons du retrait de quelque équipes et d'une réadaptation du championnat par la FFTT pour rester en Pro B
| Saison                                                                 | Championnat | Cl       | Pts | J  | V  | N | D  | Pp | Pc | Diff |
| ---------------------------------------------------------------------- | ----------- | -------- | --- | -- | -- | - | -- | -- | -- | ---- |
| 2017-2018                                                              | Pro A       | 4e       | 31  | 14 | 8  | 0 | 6  | 31 | 27 | +4   |
| 2016-2017                                                              | Pro A       | Champion | 32  | 12 | 9  | 0 | 3  | 32 | 21 | +11  |
| 2015-2016                                                              | Pro A       | Champion | 40  | 14 | 13 | 0 | 1  | 53 | 15 | +38  |
| 2014-2015                                                              | Pro A       | Champion | 53  | 18 | 17 | 1 | 0  | 71 | 13 | +58  |
| 2013-2014                                                              | Pro A       | 3e       | 39  | 18 | 8  | 5 | 5  | 55 | 41 | +14  |
| 2012-2013                                                              | Pro A       | 3e       | 43  | 18 | 11 | 3 | 4  | 58 | 39 | +19  |
| 2011-2012                                                              | Pro A       | 7e       | 26  | 16 | 3  | 4 | 9  | 31 | 54 | -23  |
| 2010-2011                                                              | Pro A       | 8e       | 24  | 18 | 1  | 4 | 13 | 22 | 66 | -44  |
| 2009-2010                                                              | Pro B       | 3e       | 38  | 18 | 8  | 4 | 6  | 51 | 43 | +8   |
| L'équipe féminine évolue entre sept. 2006 et avril 2009 en Nationale 1 |             |          |     |    |    |   |    |    |    |      |
| 2005-2006                                                              | Pro B       | 9e       | 21  | 16 | 1  | 3 | 12 | 30 | 58 | -28  |
| 2004-2005                                                              | Pro B       | 9e       | 18  | 16 | 0  | 2 | 14 | 16 | 62 | -46  |
| 2003-2004                                                              | Pro B       | 8e       | 14  | 14 | 0  | 0 | 14 | -  | 56 | -    |

### Pro B Hommes
| Saison    | Championnat   | Cl      | Pts | J  | V | N | D  | Pé | Pp | Pc | Diff |
| --------- | ------------- | ------- | --- | -- | - | - | -- | -- | -- | -- | ---- |
| 2017-2018 | Pro B         | 7e      | 30  | 18 | 5 | - | 13 | 0  | 30 | 43 | -13  |
| 2016-2017 | Pro B         | 5e      | 35  | 18 | 9 | - | 9  | 0  | 35 | 39 | -4   |
| 2015-2016 | Pro B         | 8e      | 30  | 18 | 4 | 4 | 10 | 0  | 37 | 54 | -17  |
| 2014-2015 | Pro B         | 8e      | 24  | 16 | 2 | 4 | 10 | 0  | 29 | 55 | -26  |
| 2013-2014 | Pro B         | 8e      | 29  | 18 | 3 | 5 | 10 | -  | 36 | 59 | -23  |
| 2012-2013 | Pro B         | 7e      | 32  | 18 | 5 | 4 | 9  | -  | 40 | 51 | -11  |
| 2011-2012 | Pro B         | 9e      | 31  | 18 | 4 | 6 | 7  | 1  | 41 | 56 | -15  |
| 2010-2011 | Pro B         | 7e      | 27  | 16 | 3 | 5 | 8  | -  | 32 | 51 | -19  |
| 2009-2010 | Pro B         | 9e      | 28  | 18 | 2 | 6 | 10 | -  | 38 | 59 | -21  |
| 2008-2009 | Pro B         | 7e      | 35  | 18 | 5 | 7 | 6  | -  | 46 | 50 | -4   |
| 2007-2008 | Pro A         | 9e      | 27  | 18 | 2 | 5 | 11 | -  | 39 | 61 | -22  |
| 2006-2007 | Pro A         | 8e      | 33  | 18 | 6 | 3 | 9  | -  | 43 | 52 | -9   |
| 2005-2006 | Pro A         | 6e      | 38  | 18 | 8 | 4 | 6  | -  | 49 | 45 | +4   |
| 2004-2005 | Pro A         | 6e      | 36  | 18 | 7 | 4 | 7  | -  | -  | -  | -    |
| 2003-2004 | Pro B         | Dauphin | 34  | 14 | 8 | 4 | 2  | -  | 48 | 26 | +22  |
| 2001-2002 | Superdivision | 7e      | 18  | 14 | 2 | - | 12 | -  | -  | -  | -    |